# Groningen-Münster
La Groningen-Münster va ser una cursa ciclista que es disputava entre Groningen (Països Baixos) i Münster (Alemanya). Es va crear el 2000 i va durar fins al 2004. Anys més tard es va crear el Sparkassen Münsterland Giro. Robert Förster, amb dues victòries, fou el ciclista que més vegades guanyà la cursa.

## Palmarès
| Any  | Vencedor        | Segon             | Tercer            |
| ---- | --------------- | ----------------- | ----------------- |
| 2000 | Aart Vierhouten | Raymond Meijs     | Marcus Ljungqvist |
| 2001 | Tom Cordes      | Enrico Poitschke  | Michal Precechtel |
| 2002 | Olaf Pollack    | Steffen Radochla  | David McKenzie    |
| 2003 | Robert Förster  | Olaf Pollack      | Jonas Owczarek    |
| 2004 | Robert Förster  | Sebastian Siedler | David Kopp        |